# الکساندر آرتمنکو
الکساندر آرتمنکو (اوکراینی: Олександр Петрович Артеменко؛ زادهٔ ۱۹ ژانویهٔ ۱۹۸۷) بازیکن فوتبال اهل اوکراین است.
از باشگاه‌هایی که در آن بازی کرده‌است می‌توان به باشگاه فوتبال تاوریا سیمفروپول و باشگاه فوتبال اوورلا اوژهورود اشاره کرد.